# Graziella Contratto

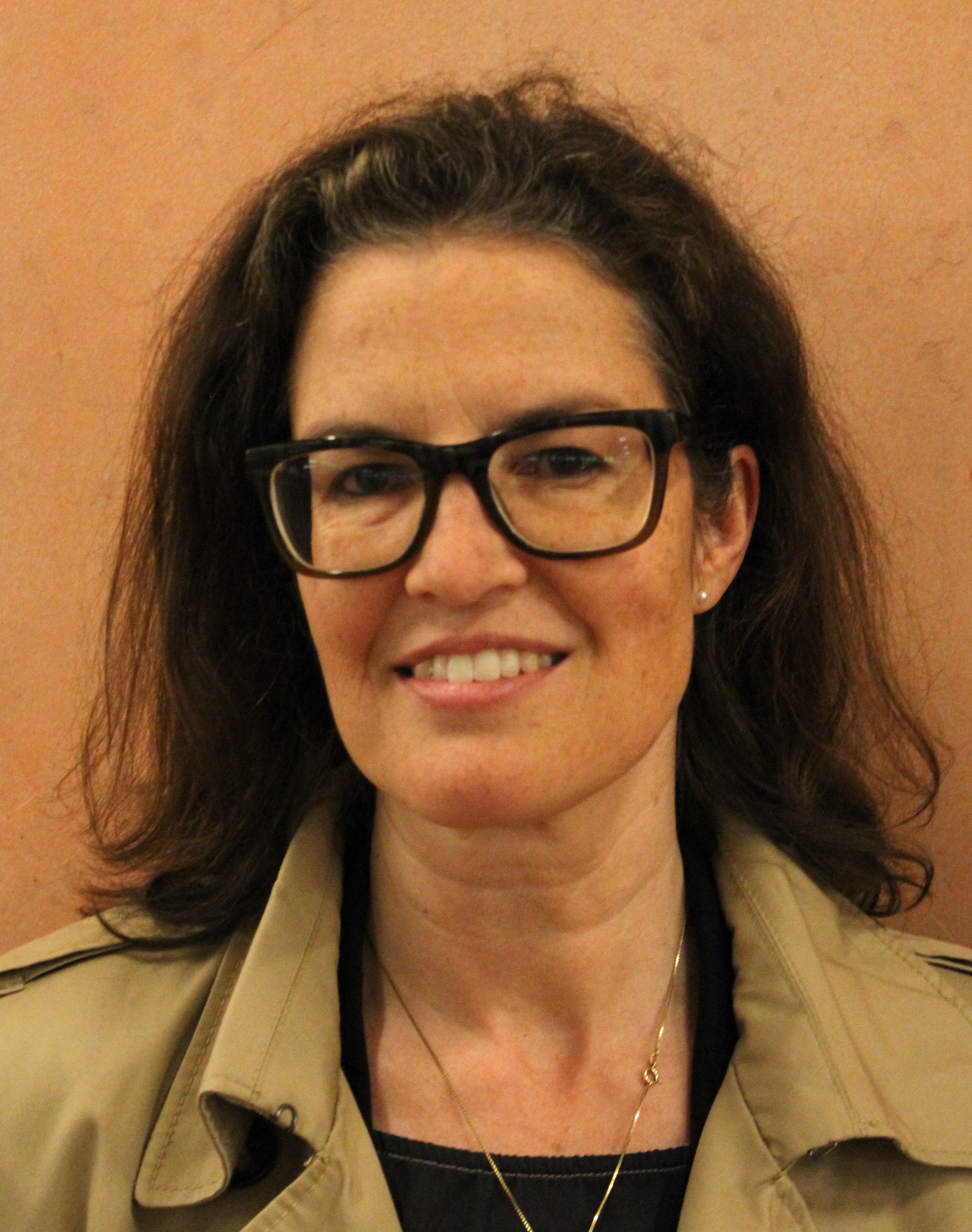
Graziella Contratto (2016)

Graziella Contratto (* 20. Oktober 1966 in Schwyz) ist eine Schweizer Dirigentin und Musikpädagogin.

## Leben
Graziella Contratto studierte an den Musikhochschulen Luzern und Winterthur zunächst Klavier und absolvierte ab 1991 eine Kapellmeisterausbildung, unter anderem bei Rudolf Kelterborn, Detlev Müller-Siemens, Horst Stein und Manfred Honeck. 1992 wurde sie jüngste Dozentin der Schweiz für Musiktheorie an der Musikhochschule Luzern. 1996 dirigierte sie in Basel die Uraufführung der Oper Knastgesänge von Hans Werner Henze. 1998 wurde sie Assistentin Claudio Abbados bei den Berliner Philharmonikern und bei den Salzburger Osterfestspielen. 2000 wurde sie chef résident des Orchestre National de Lyon. 2003 bis 2009 wirkte Graziella Contratto als Chefdirigentin des Orchestre des Pays de Savoie (als erste Frau überhaupt, die die künstlerische Leitung eines permanenten französischen Staatsorchesters innehatte) und arbeitete mit diversen Sinfonieorchestern inner- und ausserhalb der Schweiz zusammen. 2007 wurde sie Intendantin des Davos Festival – young artists in concert. 2010 bis 2022 leitete Contratto den Fachbereich Musik der Hochschule der Künste Bern.